# Wilhelm Paetzel
Friedrich Wilhelm Paetzel (* 6. Juni 1864 in Soldin; † 30. Januar 1944 in Berlin-Tempelhof) war ein deutscher Politiker (SPD).

## Leben
Nach dem Besuch der Volksschule absolvierte Paetzel eine Formerlehre und arbeitete danach bis 1891 als Formergehilfe. Anschließend war er bis 1933 als Expedient bzw. Buchhändler bei der Buchhandlung Vorwärts bzw. der Buchhandlung J. H. W. Dietz in Berlin-Neukölln tätig. Gleichzeitig wirkte er als Mitarbeiter an Tageszeitungen und Zeitschriften.
Paetzel trat in die SPD ein und war von 1913 bis 1919 Stadtverordneter in Neukölln. Von 1919 bis 1921 war er Mitglied der Verfassunggebenden Preußischen Landesversammlung. Im Anschluss wurde er als Abgeordneter in den Preußischen Landtag gewählt, dem er bis 1933 angehörte.
Nach der Machtübernahme der Nationalsozialisten musste Paetzel seinen Beruf aufgeben. Er erhielt kein Ruhegehalt und wurde überwacht.

## Werke (Auswahl)
- Das Rothe Jahr 1903. (Wilhelm Paetzel, Hrsg. Sylvester-Festzeitung 1902)
- Die Arbeit. (Wilhelm Paetzel, Hrsg. Sylvester-Festzeitung 1903)
- 25 Jahre Kampf und Sieg: 1878 bis 1903. (Wilhelm Paetzel, Hrsg. Gedenk-Festzeitung)
- Karl Marx zum Gedenken (20. Todestag). (Wilhelm Paetzel, Hrsg. März-Festzeitung für 1903)
- März 1904. (Wilhelm Paetzel, Hrsg. März-Festzeitung für 1904)
- Siedlung. Die neue Zeit / Hrsg.: Parteivorstand der SPD, Berlin, 1920, 38.1919-1920, 1. Bd.(1920), H. 14, Wilhelm Paetzel S. 305 – 308. Digitalisat
- Die preußische Agrargesetzgebung seit der Revolution. Die neue Zeit / Hrsg.: Parteivorstand der SPD, Berlin, 39.1920-1921, 1. Bd.(1921), H. 16, Wilhelm Paetzel S. 382 - 387 Digitalisat